# 長男
| ウィキペディアには「長男」という見出しの百科事典記事はありません（タイトルに「長男」を含むページの一覧/「長男」で始まるページの一覧）。 代わりにウィクショナリーのページ「長男」が役に立つかもしれません。 |